# Roanoke Dazzle 2001-2002
La stagione 2001-02 dei Roanoke Dazzle fu la 1ª nella NBA D-League per la franchigia.
I Roanoke Dazzle arrivarono ottavi nella NBA D-League con un record di 18-38, non qualificandosi per i play-off.

## Roster
| N° | Naz.                   | Ruolo | Sportivo          | Anno | Alt. | Peso |
| -- | ---------------------- | ----- | ----------------- | ---- | ---- | ---- |
|    | Stati Uniti (bandiera) | GA    | Marshall Phillips | 1975 | 196  | 88   |
|    | Stati Uniti (bandiera) | G     | Artie Griffin     | 1972 | 193  | 85   |
|    | Stati Uniti (bandiera) | G     | Andre McCollum    | 1975 | 188  | 84   |
|    | Stati Uniti (bandiera) | A     | Martin Lewis      | 1975 | 198  | 102  |
|    | Stati Uniti (bandiera) | C     | Lorenzo Coleman   | 1975 | 213  | 136  |
|    | Stati Uniti (bandiera) | A     | Jeff Boese        |      | 201  | 91   |
|    | Stati Uniti (bandiera) | C     | Thomas Hamilton   | 1975 | 218  | 163  |
|    | Stati Uniti (bandiera) | G     | Danny Earl        | 1974 | 191  | 88   |
|    | Stati Uniti (bandiera) | C     | Anthony Pelle     | 1972 | 213  | 118  |
|    | Stati Uniti (bandiera) | A     | Skip Youngblood   | 1977 | 203  | 111  |
|    | Stati Uniti (bandiera) | G     | Derrick Hines     | 1976 | 180  | 73   |
|    | Stati Uniti (bandiera) | A     | Johnny Taylor     | 1974 | 206  | 100  |
|    | Stati Uniti (bandiera) | AC    | omm'A Givens      | 1975 | 211  | 109  |
|    | Stati Uniti (bandiera) | G     | Ricky Moore       | 1976 | 188  | 88   |
|    | Stati Uniti (bandiera) | C     | Sah-u-Ra Brown    | 1979 | 211  | 100  |
|    | Stati Uniti (bandiera) | AC    | Kris Hunter       | 1977 | 211  | 111  |
|    | Stati Uniti (bandiera) | A     | JaRon Rush        | 1979 | 201  | 94   |
|    | Stati Uniti (bandiera) | C     | Keil Zepernick    | 1977 | 211  | 111  |

## Staff tecnico
- Allenatore: Kent Davison
- Vice-allenatore: Harold Ellis